# Чипперфилд, Скотт
Скотт Ке́ннет Чи́пперфилд (англ. Scott Kenneth Chipperfield; род. 30 декабря 1975[…], Сидней) — австралийский футболист, полузащитник. Известен по выступлениям за швейцарский «Базель».

## Карьера
Профессиональную карьеру начал в клубе «Вуллонгонг Вулвз» в 1996 году. Был одним из ключевых игроков команды, выигравшей первенство Национальной футбольной лиги в 2000 и 2001 годах, а также Лигу чемпионов ОФК. В финале этого турнира он забил победный мяч в ворота «Тафеа», Вануату. Дважды он получил Медаль Джонни Уоррена, как самый ценный игрок лиги, обратив на себя внимание европейских клубов.
В 2000 году он побывал на просмотре в английском «Болтоне», но впечатления на тренеров не произвёл. Летом 2001 года перешёл в «Базель». В дебютном сезоне он помог клубу завоевать первое за 22 года чемпионство и кубок страны. В сезоне 2002/2003 «Базель» добрался до второго группового этапа Лиги чемпионов.
Участник чемпионата мира 2006 года, где был одним из лучших в составе своей сборной, добравшись до 1/8 финала.
В 2006 году после срыва его перехода в «Чарльтон Атлетик», подписал новый контракт с «Базелем» до лета 2009 года.
В январе 2009 года был близок к переходу в «Герту», но трансфер не состоялся после возражений со стороны медиков немецкого клуба.
В апреле 2011 года клуб объявил о продлении контракта с игроком ещё на один год. На тот момент он сыграл 367 матчей за клуб, забив 83 мяча. В конце сезона 2010/11 годов Чипперфилд выиграл свой шестой титул чемпиона Швейцарии.
В сезоне 2011/12 Чипперфилд получил травму и поэтому сыграл только пять матчей в чемпионате и три в Кубке Швейцарии, забив свой единственный гол в сезоне в первом раунде с «Эшенбах».
18 мая 2012 года «Базель» объявил на своей странице, что контракт с Чипперфильдом не будет продлён.

## Титулы
- Кубок наций ОФК — 2000, 2004
- Чемпионат Австралии по футболу — 2000, 2001
- Лига чемпионов ОФК — 2001
- Чемпионат Швейцарии по футболу — 2002, 2004, 2005, 2008, 2010, 2011, 2012
- Кубок Швейцарии по футболу — 2002, 2003, 2007, 2008, 2010, 2012